# Męczennicy feniccy
Męczennicy feniccy – grupa męczenników wczesnochrześcijańskich, zamordowanych za wiarę około roku 310, za czasów panowania cesarza Galeriusza.
Informacji o męczennikach dostarczył historyk kościelny Euzebiusz z Cezarei. Według jego relacji wśród licznej grupy męczenników byli: Zenobiusz, lekarz i prezbiter, Tyranion (Tyranios) biskup Tyru, Sylwan, biskup z okolic Emesy oraz Peleusz i Nil, biskupi egipscy. Powodem ich śmierci było to, że „Boże uwielbili Słowo”. Sprawcą ich śmierci był niejakiego Weturiusz – wróg chrześcijan, prawdopodobnie urzędnik rzymski.
- Zenobiusz „śmierć poniósł wśród strasznych, w boki mu zadawanych męczarni”[2].
- Sylwan został „ścięty w Fajnos, w tamtejszych kopalniach miedzi, razem z innymi, których było 29”[2].
- Peleusz i Nil „oraz jeszcze inni życie swe zakończyli na stosie płonącym”[2].

Wszystkich wymienionych Ado z Vienne umieścił w Martyrologium pod dniem 20 lutego.  